# ソベラノ・ボリバル州

カラカス県の位置（1856年）

ソベラノ・ボリバル州（ソベラノ・ボリバルしゅう、スペイン語: Estado Soberano Bolívar）は、1864年から1881年までベネズエラにあった州である。通常ボリバル州と呼ばれるが、現在のボリバル州とは位置が異なり、現在のミランダ州に相当する。

## 歴史
植民地時代から1864年まで、カラカスの東と南の地方はカラカス県の一部を構成していた。1864年の憲法改正で、首都を擁する連邦地区から東と南の後背地が分離された。この州はカラカス州と名づけられ、州都をペタレに置いた。首都と混同しやすいため、この年のうちにソベラノ・ボリバル州と改称した。ソベラノは「主権」の意味で、ボリバルはシモン・ボリバルを指す。州都は翌1865年6月2日にカラカスに移された。州の領域外である。
1881年4月4日に、憲法改正によってベネズエラは9の大州に再編されることになり、ボリバル州は廃止になった。新しい州の名はグスマン・ブランコ州で、ボリバル州、グスマン・ブランコ州（現在のアラグア州）、グアリコ州、ヌエバ・エスパルタ州を併せた。